# Terskita
La terskita és un mineral de la classe dels silicats. Rep el nom de Tersk, un nom antic per a la península de Kola, on es troba la seva localitat tipus.

## Característiques
La terskita és un silicat de fórmula química Na₄ZrSi₆O16·2H₂O. Va ser aprovada com a espècie vàlida per l'Associació Mineralògica Internacional l'any 1982. Cristal·litza en el sistema ortoròmbic. La seva duresa a l'escala de Mohs és 5.
Segons la classificació de Nickel-Strunz, la terskita pertany a «09.DM - Inosilicats amb 6 cadenes senzilles periòdiques» juntament amb els següents minerals: stokesita, calciohilairita, hilairita, komkovita, sazykinaïta-(Y), pyatenkoïta-(Y), gaidonnayita, georgechaoïta, chkalovita, vlasovita, revdita i scheuchzerita.

## Formació i jaciments
Va ser descrita a partir de mostres obtingudes en dues muntanyes del districte de Lovozero (óblast de Múrmansk, Rússia): el mont Al·luaiv i el mont Karnasurt. També ha estat descrita en un parell de pedreres del Canadà i al complex d'Ilímaussaq, a Groenlàndia.